# Firmicus bragantinus
Firmicus bragantinus es una especie de araña cangrejo del género Firmicus, familia Thomisidae.

## Distribución
Esta especie se encuentra en África Occidental, Congo, Angola y Sudán.

## Descripción
Firmicus bragantinus mide entre 4 y 5 mm.